# Cusiala suiasasa
Cusiala suiasasa är en fjärilsart som beskrevs av Walker 1860. Cusiala suiasasa ingår i släktet Cusiala och familjen mätare. Inga underarter finns listade i Catalogue of Life.